# Свина (присілок)
Свина (рос. Свиная) — присілок в Людиновському районі Калузької області Російської Федерації.
Населення становить 4 особи. Входить до складу муніципального утворення Присілок Заболоття.

## Історія
Від 2004 року входить до складу муніципального утворення Присілок Заболоття.

## Населення
1. Н/Д[2]